# Доктрина энергетической безопасности Российской Федерации
Доктрина энергетической безопасности Российской Федерации — документ стратегического планирования в сфере обеспечения национальной безопасности Российской Федерации, в котором отражены официальные взгляды на обеспечение энергетической безопасности России. Документ утвержден Указом Президента РФ от 13 мая 2019 г. N 216 «Об утверждении Доктрины энергетической безопасности Российской Федерации». Этим же указом, вступившим в силу со дня его подписания, признается утратившей силу Доктрина энергетической безопасности Российской Федерации, утвержденная главой государства 29 ноября 2012 г. N Пр-3167.

## Правовая основа
Как отмечается в преамбуле документа, правовую основу доктрины составляют Конституция Российской Федерации, федеральные конституционные законы, федеральные законы, нормативные правовые акты Президента Российской Федерации и Правительства Российской Федерации. Доктрина конкретизирует и развивает положения Стратегии национальной безопасности Российской Федерации, Стратегии экономической безопасности Российской Федерации на период до 2030 года, Стратегии научно-технологического развития Российской Федерации, Основ государственной политики Российской Федерации в области промышленной безопасности на период до 2025 года и дальнейшую перспективу, а также других документов стратегического планирования в сфере обеспечения национальной безопасности.

## Предыстория
Предложение о корректировке действующей с 2012 года Доктрины энергетической безопасности Российской Федерации выдвинул в 2017 году Владимир Путин. На заседании секции по проблемам экономической и социальной безопасности научного совета при Совете Безопасности Российской Федерации в декабре 2017 года было отмечено, что с момента утверждения доктрины произошли существенные изменения условий функционирования топливно-энергетического комплекса страны; государство столкнулось с новыми вызовами и угрозами в сфере энергетики.
Работа над документом заняла год. В ноябре 2018 года секретарь Совета безопасности Николай Патрушев, подводя итоги заседания Совбеза с участием Владимира Путина, сообщил, что проект новой доктрины энергетической безопасности одобрен. Как пояснил Патрушев, доклад министра энергетики Александра Новака «был по сути одобрен, и была одобрена новая доктрина, которая будет как стратегический документ утверждена указом президента». Секретарь Совбеза отметил, что с 2012 года, когда была принята прежняя доктрина энергетической безопасности, «произошли серьезные изменения, как в мире, так и у нас в стране, сформировались новые вызовы и угрозы, на которые нельзя не реагировать. В связи с этим возникла необходимость корректировки доктрины национальной безопасности, что и было сделано».

## Основные положения
В документе подробно описываются вызовы и угрозы в сфере энергобезопасности, цели, принципы, основные направления и задачи обеспечения энергобезопасности, а также её организационные основы. При этом чётко указываются новые вызовы, связанные с осложнением международной обстановки: «Полномасштабному участию РФ в обеспечении международной энергетической безопасности препятствуют меры ограничительного характера, введенные рядом иностранных государств в отношении РФ, в том числе в отношении нефтяной и газовой отраслей её топливно-энергетического комплекса, а также противодействие, оказываемое рядом иностранных государств и международных организаций проектам в сфере энергетики, которые реализуются с участием РФ». Особо отмечается такой существенный фактор, как ограничение доступа российских организаций сферы ТЭК к современным технологиям и оборудованию, а также к привлечению финансирования. В связи с этим в документе подчеркивается, что на ведущее место среди задач по технологической независимости российского ТЭК вышло импортозамещение, в частности — локализация производства иностранного оборудования или создание его отечественных аналогов, и развитие внутреннего рынка сжиженного природного газа (СПГ).
Среди прочих внешних вызовов доктрина называет перемещение центра мирового роста в Азиатско-Тихоокеанский регион; замедление роста мирового спроса на энергоресурсы и изменение его структуры; увеличение мировой ресурсной базы углеводородного сырья, усиление конкуренции экспортеров; изменение международного регулирования в сфере энергетики, усиление позиций потребителей; рост производства СПГ, формирование глобального рынка природного газа; увеличение доли возобновляемых источников энергии.
Как особый вызов выделяется наращивание международных усилий по реализации климатической политики и ускоренному переходу к «зеленой экономике»: Россия "считает недопустимым рассмотрение этих вопросов «с предвзятой точки зрения, ущемление интересов государств-производителей энергоресурсов и намеренное игнорирование таких аспектов устойчивого развития, как обеспечение всеобщего доступа к энергии и развитие чистых углеводородных энергетических технологий».
Что касается внутренних вызовов и угроз, то здесь на первых местах названы чрезмерная финансовая нагрузка на организации топливно-энергетического комплекса (ТЭК) в результате увеличения размеров налоговых и таможенных платежей, нерациональное потребление ресурсов, необоснованная монополизация и неравные условия конкуренции.
В августе 2019 года под председательством главы Минэнерго Александра Новака прошло установочное заседание рабочей группы по актуализации проекта Энергетической стратегии Российской Федерации на период до 2035 года. Как отмечалось на заседании, работа по актуализации документа ведется министерством по поручениям президента и правительства РФ с учетом ряда принятых верхнеуровневых документов стратегического планирования, в том числе, Доктрины энергетической безопасности Российской Федерации.

## Оценки
Заместитель директора Фонда национальной энергетической безопасности Алексей Гривач заявил, что доктрина фиксирует и систематизирует вызовы, угрозы, риски и задачи управления ими в интересах страны: в частности, речь идет о совершенствовании методов управления и о приоритете снабжения внутреннего рынка. Как подчеркнул эксперт, доктрина нацелена на обеспечение технологической независимости отечественного ТЭКа.
Главный стратег компании Универ Капитал Дмитрий Александров обращает внимание на то, что дополнительной угрозой в доктрине названы недостаточные гибкость и оперативность в реагировании некоторых компаний на возникающие вызовы. По словам эксперта, «именно это ставят многие в вину „Газпрому“, говоря о том, что компания не смогла полностью реализовать собственные планы развития СПГ еще с начала 2000-х годов, а также не увидела вовремя угроз со стороны сланцевой революции в США».
Эксперт Академии управления финансами и инвестициями Геннадий Николаев делает акцент на еще одном из внешнеполитических вызовов, которые перечисляются в доктрине: стремительный рост мирового производства СПГ. По мнению Николаева, на первое место здесь выйдут проблемы логистического плана: «В ближайшее время планируется построить терминалы для перевалки СПГ на Камчатке и Мурманске, что должно решить часть проблем с экспортом, для которого сейчас привлекаются мощности третьих стран. После чего можно будет задуматься и над развитием внутреннего рынка».